# Bernhard Link
Bernhard Link (* 13. August 1606 in Breslau; † 19. November 1671 im Stift Zwettl) war ein deutscher Zisterzienser, Abt und Historiker, der in Österreich wirkte.

## Leben und Werk
Johann Bernhard Link (konkurrierende Schreibung: Linck), Neffe von Abt Johann VII. Seyfried (1612–1625) von Stift Zwettl, wurde von seinem Onkel im Alter von sieben Jahren in das Kloster geholt, wuchs dort auf und trat 1630 offiziell ein. Er nahm den Ordensnamen Malachias an. Im Kloster war er Kämmerer und Administrator, dann von 1646 bis zu seinem Tod Abt. Als solcher nahm er wieder seinen Taufnamen an und ist deshalb auch als Johann VIII. Bernhard bekannt.
Link leitete das Kloster nach einer Zeit der Verwüstungen und des Niedergangs (durch den Dreißigjährigen Krieg) und verwandte seine ganze Energie auf die innere und äußere Wiederaufrichtung. Besondere Akzente setzte er (nach dem Vorbild seines Onkels) im geistlichen und wissenschaftlichen Bereich. Er gründete eine philosophische Schule im Stift und hinterließ das (postum gedruckte) Manuskript eines umfangreichen Annalenwerks mit großer historischer Bedeutung für das Stift Zwettl, das Mutterkloster Stift Heiligenkreuz und im Weiteren für das Reich insgesamt. Die von ihm gepflegte Marienverehrung in der Nachfolge seines Namenspatrons Bernhard von Clairvaux führte zum Neubau der Wallfahrtskirche Maria Rafing (heute Kirchenruine Rafingsberg in Rafingsberg bei Windigsteig, wo die einst blühende, dann von Kaiser Joseph II. aufgehobene Wallfahrt derzeit dank einem Kapellenneubau möglicherweise wieder auflebt).
Auf Abt Johannes Bernhards Grabstein steht: „Castitate, Amore, Ore, Re: Joannes. Religione: Bernardus“ (In Keuschheit, Liebe, Gebet und in der Sache ein Johannes. In der Religion ein Bernhard).

## Werke
- Annales Austrio-Clara-Vallenses seu Fundationis monasterii Claræ-Vallis Austriæ vulgò Zwetl, ordinis cisterciensis initium et progressus. Ubi compendioso schemate per modum historiæ universalis fideliter refertur, quidquid ab anno MLXXXIII. usque ad annum MDCXLV. ex archivio, & chronicis Mss. Zwetlensibus, aliorúmque scriptorum authoritate erui poterat, non solùm quod præfatum fundationem, sed & fundatorum progeniem, multorúmque nobilium genealogium, nec non de anno in annum notabiliores, præsertim in Austria, res gestas concernit, 2 Bde., Wien, Universität, 1723–1725 (hrsg. von Abt Melchior von Zaunack, gewidmet Joseph Dominikus von Lamberg).
  - 1. 1083–1400 (830 Seiten, enthält u. a. einen Katalog der zitierten Autoren), Digitalisat
  - 2. 1400–1645 (640 Seiten, enthält u. a. eine Nomenklatur der Fremdwörter), Digitalisat